# ポリン・パロイリャート
ポリン・パッロイリヤト（Porin Palloilijat）は、フィンランド、西スオミ州、サタクンタ県、ポリに本拠地を置くサッカークラブである。PoPaは略称。

## タイトル

### 国内タイトル
- カッコネン・グループB:1回

2008

### 国際タイトル
- なし

## 過去の成績
- 2008 カッコネン・グループB 1位 昇格